# Високоспіновий стан
Високоспіновий стан (рос. высокоспиновое состояние, англ. high spin state) — стан хімічної сполуки, що має максимальне число неспарених електронів, яке визначається електронною конфігурацією та стереохімією.
Спінові стани при описі координаційних комплексів перехідних металів стосуються потенційних спінових конфігурацій d-електронів центрального металу. У багатьох цих спінових станах варіюються між конфігураціями з високим і низьким спіном. Ці конфігурації можна зрозуміти через дві основні моделі, що використовуються для опису координаційних комплексів; теорія кристалічного поля та теорія поля ліганду, що є більш досконалою версією, заснованою на теорії молекулярних орбіт.
Наприклад, для октаедральних комплексів у залежності від кристалічного поля можливими є два спінових стани — низькоспіновий стан і високоспіновий стан. 

Такі стани є можливими у випадках, коли найвища заповнена і найнижча вакантна молекулярна орбіталі розділені не сильно, внаслідок чого електрони легко переходять з першої на другу.